# Ikarus 286
Ikarus 286 — городской сочленённый автобус особо большой вместимости, в США известен как Crown-Ikarus-286. Производился в период 1978—1986 годах для рынка Соединённых Штатов и Канады благодаря сотрудничеству между Ikarus Body and Coach Works (Венгрия) и Crown Coach Corporation (США). На тот момент Ikarus был одним из крупнейших производителей автобусов в мире, производя примерно 13 000 автобусов ежегодно, в три раза больше, чем все производители автобусов в США, вместе взятые, однако это был его первый выход на американский рынок. Crown-Ikarus 286, был спроектирован на основе 200-й серии, которая очень хорошо зарекомендовала себя в странах Европы и Азии. Но, несмотря на опыт сотрудничающих компаний, в процессе производства была обнаружена масса недоработок, в результате контракт был аннулирован, и производство данной модели полностью прекратилось.
К 1986 году было построено всего 246 экземпляров «286-х», которые работали в девяти городах США.

## Производство
Серийные поставки начались в 1979 году, машинокомплекты из Венгрии поставлялись в США, где производилась их сборка с комплектующими американского производства, поначалу США отправляли коробки передач в Венгрию, где их сразу устанавливали в автобусы, однако потом их стали устанавливать на заводе Crown, в Калифорнии, где и производилась их сборка. Оснащались двигателями Cummins и АКПП производства Allison, однако партия для Хьюстона и пять штук из партии для Милуоки, получили АКПП Voith, мосты так же изготавливались в США. Для компании Ikarus — это были первые автобусы, оборудованные подъёмниками для инвалидных кресел. Контрактами на производство владела компания Crown Coach, для гарантии соблюдения федеральных требований США «Buy America».

## Модификации
Crown-Ikarus-286 был доступен в разных вариантах, 18 и 17 метров, с тремя дверными проёмами и с двумя. Автобусы были приспособлены для любых условий эксплуатации, за исключением 5 автобусов из Хьюстона, в которых было 61 место с сидениями междугороднего типа, в городских было 70 мест (максимум 73). Все автобусы, произведённые под маркой Crown-Ikarus, изначально считались просто моделью 286, однако позже появились различные числовые обозначения, например поставляемые в Портленд, обозначались как 286.02. Так же, к середине 1980-х годов компания-перевозчик Tri-Met во всех своих автобусах, заменила двигатели Cummins, на Detroit Diesel DDA 6-71 (исконно американская версия ЯАЗ-206), которые были более надёжными и простыми в обслуживании.
Так же Ikarus предлагал поставить в США троллейбус Ikarus-280T3, который мог бы собираться на том же заводе Crown Coach, демонстрировался на транспортных выставках в Мехико, Сан-Франциско и Сиэтле. Однако на троллейбус заказов не поступило.

## Поставки
Crown-Ikarus поставлялись в девять различных регионов США, первые 15 автобусов были поставлены в TARC, Луисвилл (штат Кентукки) в 1980 году. Самая большая партия автобусов в 87 штук, была поставлена в Tri-Met, Портленд (штат Орегон) между 1981 и 1982 годами, все поставляемые автобусы были 18-метровыми, с тремя дверями, последняя дверь была оборудована подъёмником для инвалидных кресел. Вторая по величине партия (50 штук) была поставлена в Хьюстон (штат Техас) и 40 штук — в Милуоки (штат Висконсин). Также были более мелкие партии в другие города США и некоторые города Канады.
- SamTrans, округ Сан-Матео (штат Калифорния) — 10 штук;
- The Capital District Transportation Authority, Олбани (штат Нью-Йорк) — 8;
- The Santa Clara County Transportation Agency, Калифорния — 15;
- Гонолулу (штат Гавайи) — 8;
- Джэксонвилл (штат Флорида) — 10.

Преимущественно выбирали двухдверный вариант.

## Сохранившиеся экземпляры
Ходовых автобусов данной модели давно уже не осталось. Достоверно известно как минимум о трех машинах, сохранившихся в качестве сараев.
В марте 2018 года иммигрант из России, проживающий в США, случайно нашёл и приобрёл такой сохранившийся экземпляр, который простоял 19 лет на одном месте в маленьком городке Уэйзер штата Айдахо.